# Gaspar Jaén i Urban
Gaspar Jaén i Urban (Elx, 1952) és un escriptor, poeta i doctor en arquitectura. La seua activitat ha comprés l'exercici professional de l'arquitectura, la urbanística i l'ensenyament, com també l'escriptura (poesia, assaig i prosa literària).

## Biografia
El seu avi i el seu pare conreaven els horts de palmeres en el Palmeral d'Elx, que avui és Patrimoni de la Humanitat de la UNESCO, un fet que marcarà profundament la seua trajectòria vital. La seua família materna procedia del camp. També mantindrà una relació fructífera i profunda amb la Festa o Misteri d'Elx.
Titulat a l'Escola d'Arquitectura de la Universitat Politècnica de València el 1976 i doctor en aquesta mateixa escola amb una Tesi Doctoral llegida el 1990: Formació de la moderna ciutat d'Elx: 1740-1962. Del pont i raval de Santa Teresa al Pla General d'Ordenació Urbana.
Entre el 1987 i el 2006 fou membre de la Junta Local Gestora del Patronat de la Festa o Misteri d'Elx i entre el 1989 i el 1998 en fou l'arquitecte encarregat de la tramoia. El 1985 fou coguionista amb Alfons Llorens i Gadea de l'exposició Món i Misteri de la Festa d'Elx (Llotja de la seda, València, 1986; Saló del Tinell, Barcelona, 1987).

### Poeta
La seua obra poètica comprèn: Cadells de la fosca trencada (València 1976), Cambra de mapes (Barcelona 1982), La Festa (Palma 1982), Fragments (València 1991), Del temps present (Alzira 1998), Pòntiques (Alzira 2000), Territoris (Tarragona 2003), Estellesiana (Tarragona 2007), i Testament, sonets de l'hort de palmeres (Tarragona 2012). Alguns poemes han estat traduïts al castellà, a l'anglès, al francès, a l'italià i a l'holandès. També ha publicat la narració Àngels d'algeps al corredor de l'Orgue (València 1986). Amb fotografies d'Andreu Castillejos feu Llibre de la Festa d'Elx (Elx 1984). I la versió catalana del llibre de relats de Joan Calduch, Un palau d'hivern (València 1988). Amb els textos esparsos sobre la Festa d'Elx agrupats en el llibre D'una festa que canta (Alacant 2017) ha iniciat la recopilació dels seus articles periodístics (1974-2017), ordenats temàticament. Una gran part de la seua obra es pot consultar en línia en obert al Repositori Institucional de la Universitat d'Alacant.
Ha obtingut els premis de poesia «La Safor» (Gandia 1975); «Flor Natural» dels «Jocs Florals» (Barcelona 1980); «Ribas i Carreres» dels «Recull» (Blanes 1981); «Munteis» dels «Ciutat d'Olot» (1981); «Ciutat de Palma» (1982); «Englantina d'Or» dels «Jocs Florals» (Barcelona 1989); «Vicent Andrés Estellés» dels «Octubre» (València 1991); «Englantina d'Or» dels «Jocs Florals» (Barcelona 1996) amb el nomenament de «Mestre en gai saber»; «Vicent Andrés Estellés» (Burjassot 1997); «Premi de la crítica» atorgat pels escriptors valencians (València 1999); «Ausiàs March» dels «Ciutat de Gandia» (Gandia 1999); «Josep Mª Llompart» dels «Cavall Verd» (Palma 2001) i «Premi de la crítica» atorgat pels escriptors valencians (València 2001). El 1988 la Fundació Jaume I de Barcelona li atorgà el Premi Jaume I d'Actuació Cívica Catalana. El 2021 va ser guardonat amb el IX Premi El Tempir en la categoria d’Elx.

### Poesia
- 1976 Cadells de la fosca trencada
- 1982 Cambra de mapes
- 1982 La Festa
- 1991 Fragments (Premi Vicent Andrés Estellés de poesia)
- 1998 Del temps present
- 1998 L'antic jardí d'Ítaca
- 2000 Pòntiques (Premi Ausiàs March de poesia)
- 2001 Cants a la memòria de Vicent Andrés Estellés
- 2003 Territoris
- 2003 Estellesiana
- 2012 Testament, sonets de l'hort de palmeres

### Narrativa
- 1984 Llibre de la Festa d'Elx (amb fotografies d'Andreu Castillejos)
- 1988 Versió catalana d'Un palau d'hivern de Joan Calduch
- 2017 D'una festa que canta